# Rampone & Cazzani
Rampone & Cazzani è un'azienda italiana produttrice di strumenti a fiato, specializzata nei sassofoni. Ha sede a Quarna Sotto (Verbania).

## Storia
La ditta venne fondata nei primi anni dell'Ottocento da Egidio Forni e da Francesco Rampone, entrambi originari di Quarna Sotto, i quali si trasferirono a Milano, dove impararono ad utilizzare torni e a fabbricare strumenti a fiato (principalmente legni), presso una bottega artigiana.
Dopo alcuni anni di apprendistato, entrarono in società con l'artigiano loro titolare, il quale dopo qualche anno cedette la propria quota societaria ai due ex-dipendenti. Nel 1847 Egidio Forni e Francesco Rampone divennero così gli unici proprietari dell'attività.
Negli anni a venire si succedettero nella conduzione della ditta Teodoro Rampone e in seguito suo figlio Agostino Rampone, principale artefice degli strumenti a fiato che portò la ditta ad ottenere notorietà internazionale già nella seconda metà dell'Ottocento.
La data ufficiale della fondazione della ditta è collocata nel 1818, come appare nei vecchi cataloghi e listini della ditta "Agostino Rampone".
Verso la metà dell'Ottocento Forni e Rampone trasferirono gran parte della produzione nella natia Quarna Sotto, dove in piccoli ambienti presso conoscenti e parenti, impiantarono dei laboratori di torneria (mulini) che sorgevano i prossimità di piccoli torrenti dai quali ricavavano la forza motrice per le attrezzature.
Fu messo in produzione il nuovo sistema di flauto escogitato da Vincenzo De Michelis.
I legni preferiti per la fabbricazione di clarinetti e oboi erano le essenze naturali presenti in loco: pero, corniolo, maggiociondolo, bosso. I primi sassofoni prodotti in Italia, dopo l'invenzione da parte di Adolphe Sax, vennero probabilmente costruiti da Agostino Rampone proprio a Quarna, come testimoniato dal prototipo in legno di sax soprano della fine dell'Ottocento e conservato nel Museo etnografico e dello strumento musicale a fiato. Alcuni di questi prototipi venivano utilizzati principalmente per lo studio delle meccaniche.
Nel passaggio delle generazioni il matrimonio di Egidio Rampone con Giuseppina Cazzani, figlia di Giovan Battista Cazzani, orologiaio di Milano ma anche riparatore nonché costruttore di strumenti musicali in ottone, fece nascere la "Rampone & Cazzani", allora "Ditte Riunte Agostino Rampone e Giovan Battista Cazzani". Sotto questo nome la ditta raggiunse il massimo del suo splendore, ma dopo diverse vicende negative, principalmente connesse ai tragici accadimenti avvenuti durante la seconda guerra mondiale, fu rilevata in stato fallimentare nel 1957 da Fernando Saltamerenda che, mantenendo gran parte della produzione a Quarna Sotto, portò gli uffici e il magazzino a Gerenzano di Varese.
Dal 1990 la direzione dell'azienda è passata alla famiglia Zolla, eredi dei Rampone ed opera in un'unica sede in Quarna Sotto, paese d'origine del fondatore.